# Demande biochimique en oxygène
Pour les articles homonymes, voir DBO.

Un technicien effectue un test de demande biologique en oxygène, dans une usine de traitement des eaux usées.

La demande biochimique en oxygène (DBO) est la quantité d'oxygène nécessaire pour oxyder les matières organiques (biodégradables) par voie biologique (oxydation des matières organiques biodégradables par des bactéries).
Elle permet d'évaluer la fraction biodégradable de la charge polluante carbonée des eaux usées.
Elle est en général calculée au bout de cinq jours à 20 °C et dans le noir. On parle alors de DBO5.

## Définition
La DBO, ou Demande Biochimique en Oxygène correspond à la quantité de dioxygène nécessaire aux micro-organismes aérobies de l’eau pour oxyder les matières organiques, dissoutes ou en suspension dans l’eau. Il s’agit donc d’une consommation potentielle de dioxygène par voie biologique. Ce paramètre constitue un bon indicateur de la teneur en matières organiques biodégradables d’une eau (toute matière organique biodégradable polluante entraîne une consommation de l'oxygène) au cours des procédés d’autoépuration. La DBO permet de mesurer la qualité d'une eau dans un bocal (eaux superficielles : rivières, lacs..., eaux usées : stations d'épuration, rejets industriels...). L'eau analysée contient une quantité de matières organiques biodégradables, rejetées dans le milieu naturel, ces matières organiques vont être dégradées par voie biologique ce qui va entraîner un développement de micro organismes aérobies. Cette prolifération provoquera une chute de l'oxygène dissous dans le milieu récepteur et conduira à l'asphyxie des espèces présentes.
Cette analyse permet donc de connaître l'impact du rejet dans le milieu récepteur.

## Principe de l'analyse
La DBO est mesurée au bout de cinq jours (=DBO5), à 20 °C (température favorable à l’activité des micro-organismes consommateurs de dioxygène, O2) et à l’obscurité (afin d’éviter toute photosynthèse parasite). Deux échantillons sont nécessaires : le premier sert à la mesure de la concentration initiale en O2, le second à la mesure de la concentration résiduelle en O2 au bout de cinq jours. La DBO5 est la différence entre ces deux concentrations. Les mesures seront effectuées sur un même volume et le second échantillon sera conservé cinq jours à l’obscurité et à 20 °C.
Afin de mesurer la totalité de la demande, l’O2 ne doit pas devenir un facteur limitant de l’activité microbienne. En effet, une eau abandonnée à elle-même dans un flacon fermé consommera rapidement le dioxygène dissous : il faut donc s’assurer au préalable que ce dioxygène suffira largement à la consommation des micro-organismes.
On utilise pour cela la méthode des dilutions, ou l’échantillon à doser est dilué dans une quantité d’eau telle qu’à l’issue de la mesure le taux d’O2 résiduel reste supérieur à 50 % du taux initial. Une quantité réduite du mélange micro-organismes + substrat est ainsi mise en présence du dioxygène d’un important volume d’eau dépourvu de demande propre (l'eau pure ne consomme effectivement pas d'oxygène).

## Matériel
- Oxymètre
- Agitateur magnétique
- Aérateur de fond
- Flacons
- Eau ultrapure (Milli-Q) pour la dilution.

## Protocole opératoire
Préparation de l’eau de dilution : mettre la veille du prélèvement, dans un récipient de 10 l, de l’eau du robinet dans laquelle on plonge pendant 24 h un aérateur pour la saturer en dioxygène. Laisser reposer 12 h.
Choix du facteur de dilution : Le facteur de dilution F dépendra de la charge de l’eau analysée. Par exemple, on choisira un facteur de dilution de l’ordre de 10 pour une eau de surface (DBO moyenne = 1  à   30 mg/l) ou de 50 à 100 pour une eau usée (DBO moyenne = 300 mg/l pour un effluent domestique).
Concrètement, si en début de mesure l’eau est saturée en dioxygène (8 mg/l), pour une eau usée (DBO de l’ordre de 300 mg/l), on choisira un facteur de dilution F de l’ordre de 300 / (8-8/2) = 75. Si l’on dispose d’un flacon de 150 ml, en diluant 2 ml d’eau usée dans 148 ml d’eau de dilution on obtient un facteur de dilution F = 150/2 = 75 convenable.
Préparation des flacons de mesure : verser dans le flacon un peu d’eau de dilution puis la quantité prévue d’échantillon puis remplir le reste du flacon avec l’eau de dilution. Fermer le flacon sans y laisser d’air. Faire ainsi deux flacons identiques.
Mesure au temps 0 : doser l’O2 dissous dans un flacon d’échantillon dilué (T0 en mg/L).
Incubation : placer les deux flacons restants à l’étuve 20 °C et à l’obscurité pendant cinq jours.
Mesure au temps 5 jours : doser l’O2 dissous dans le flacon d’échantillon dilué restant (T5 en mg/L).
Résultats :
DBO = F (T0-T5)-(F-1)(D0-D5)